# 時大彬

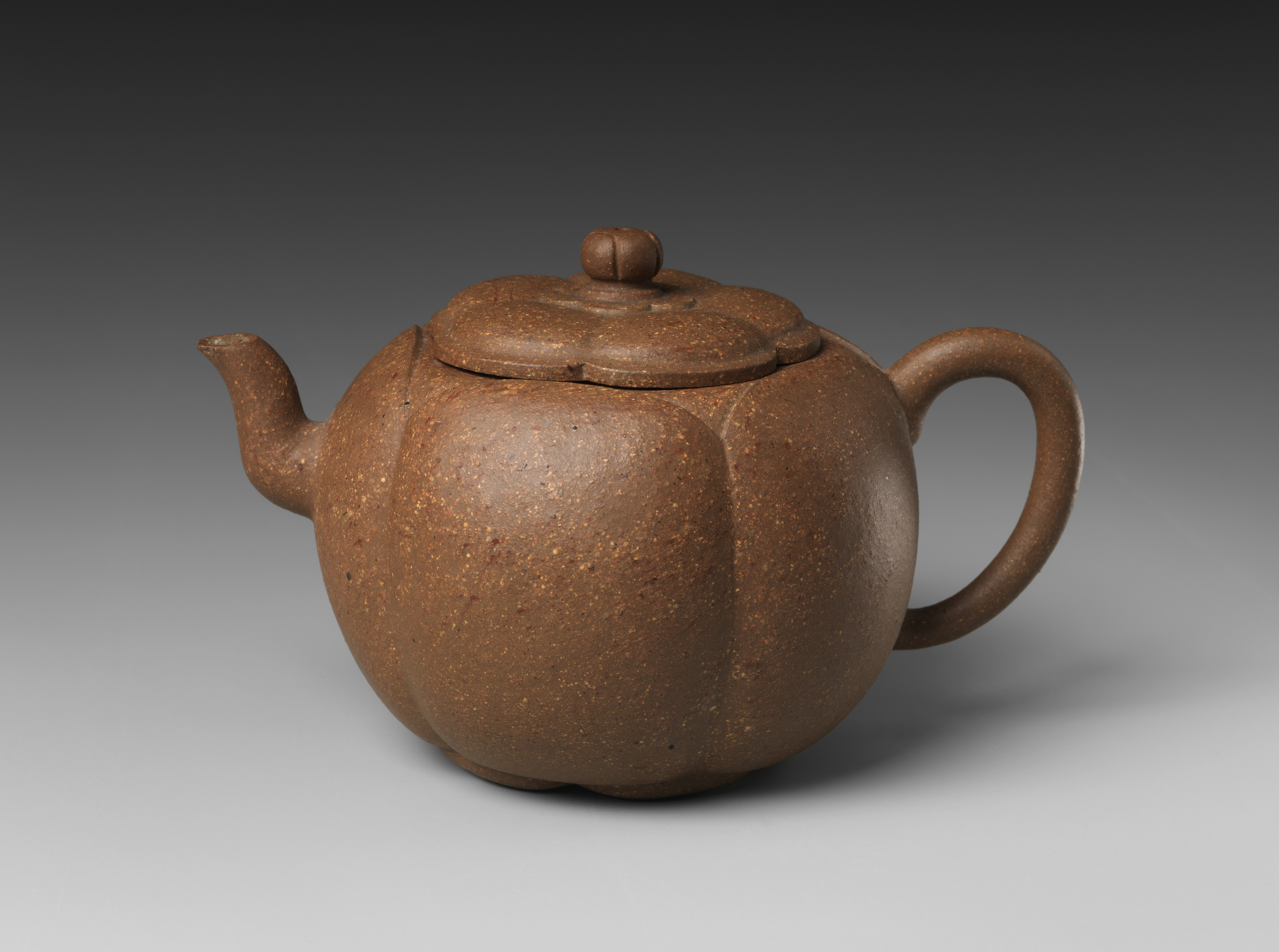
时大彬梅花壶（美国大都会艺术博物馆藏）

時大彬（？—？），字少山，明崇禎時宜興製壺名家。生卒年不詳。
宋尚书時彦裔孙，紫砂四大家之一時朋（時鵬）之子。師事供春，最初喜做大壺，敦樸妍雅。後聞陳眉公品茶試茶之論，改做小壶。人稱“千奇萬狀信手出，巧奪坡詩百態新”，世稱“時壺”、“大彬壺”，與李仲芳、徐友泉並稱明代“壺家妙手稱三大”。陈贞慧《秋园杂佩》载：「时壶名远甚，即遐陬绝域犹知之。其制始于供春，壶式古朴风雅，茗具中得幽野之趣者。后则如陈壶、徐壶、皆不能彷佛大彬万一矣」。作品虽多，但流传存世者极少。